# Sosthène (bande dessinée)
Vous venez d’apposer le modèle de débat d'admissibilité.
Avant toute chose, veuillez créer la page de débat correspondante en cliquant ici.
- Une fois la page de vote initialisée, rafraîchissez cette page, et le bandeau prendra son aspect définitif.
- Si votre débat d'admissibilité est groupé (le motif et l’argumentation doivent être les mêmes), modifiez cette page pour ajouter au modèle le paramètre « cat » suivi du nom de la page de discussion de l’article pour lequel la page de débat existe déjà (ex. : cat=Discussion:Nom_de_l'autre_article). Ensuite, suivez les nouvelles instructions qui apparaissent.
- Vous pouvez également utiliser le paramètre « type » pour faciliter l’accès aux critères d’admissibilité. Exemple : {{suppression|type=mot-clé}}. Liste des mots-clés existants : fiction, musique, art visuel, fanzine, jeu de société, porno, sportif, association, enseignement, société, site web, route, nombre, (Liste complète ici).

| 1. | Créez la page de débat d'admissibilité.                                                                      | Sauvegardez d’abord la page pour l’initialiser puis indiquez votre motivation.                   |
| 2. | Important : ajoutez une entrée dans la section Débat d'admissibilité du jour.                                | Utilisez ce texte : *{{L\|Sosthène (bande dessinée)}}                                            |
| 3. | Pensez à informer les contributeurs principaux de la page et les projets associés lorsque cela est possible. | Utilisez ce texte : {{subst:Avertissement débat d'admissibilité\|Sosthène (bande dessinée)}}~~~~ |

Pour les articles homonymes, voir Sosthène.
Sosthène est une série de bande dessinée franco-belge créée en 1961 par Maurice Rosy et Paul Deliège dans le no 1202 du journal Spirou sous forme de mini-récit.